# Алендарова
Алендарова е село в Южна България. То се намира в община Велинград, област Пазарджик.

## География
Селото е носело имената Алендарово и Шондрови. До 1925 г. е било броено към с. Лъджене (днес квартал на Велинград). Преименувано е на Шондрови на 14 август 1934 г. На 26 декември 1978 г. е признато от колиби на село и е преименувано на Алендарова.

## История
След Руско-турската война и Съединението на България населението на Бабешките колиби намалява. През 1887 година Христо Попконстантинов обнародва статистика за броя на домакинствата в Бабешките колиби, в която Алендарова (Шондрови колиби) е посочено като селище с 15 – 16 помашки семейства.

Селото носи наименованието си от арабската дума алендар, която означава „знаменосец“ - основателят е бил знаменосец на чета, но след като е бил ранен, остава и се заселва в района – това се случва през 1721 г.